# أوماري هاردويك
أوماري هاردويك (بالإنجليزية: Omari Hardwick)‏ هو ممثل أمريكي بدأ مسيرته الفنية سنة 2001.

## الأعمال

### أفلام
- الوصي (2006) (بدور: كارل بيلينغز)
- كيك-آس (2010)
- فريق النخبة (2010)

### مسلسلات
- عبر جوردان (2005)
- سي إس آي: ميامي (2008)
- اكذب علي (2009)
- باور (2014)

## روابط خارجية
- أوماري هاردويك على موقع IMDb (الإنجليزية)
- أوماري هاردويك على موقع روتن توميتوز (الإنجليزية)
- أوماري هاردويك على موقع قاعدة بيانات الفيلم (الإنجليزية)